# Chris Grech
Chris Grech (* 23. August 1982 in Santa Luċija) ist ein maltesischer Sänger und Songwriter.

## Leben
Chris Grech wurde am 23. August 1982 in Santa Luċija in Malta geboren. Er brachte sich selbst das Singen bei und begann als Jugendlicher, Gitarre zu spielen. Er trat der Band Twenty-Six Other-Worlds als Sänger bei und veröffentlichte mit dieser 2011 das Album Manipulated, welches sehr gute Kritiken bekam. Der Sänger behauptet von sich selbst, er sei auf das Genre Rock spezialisiert. Grech trat bei maltesischen Events wie Xirka Rock oder Istrina auf. 2013 nahm er an Malta Eurovision Song Contest teil und erreichte mit dem Lied Never Walk Away, das von Matthew James Borg und dem Sänger selbst geschrieben wurde, den fünften Platz. Im Jahr darauf nahm der Sänger erneut mit dem Song Closed Doors teil und erreichte das Halbfinale, welches am 21. November 2014 im Marsa Shipbuilding in Marsa, Malta, stattfand. Dort erreichte er mit 35 Punkten den vierten Rang.

## Diskografie

### Alben
- 2011: Manipulated (Mit der Band Twenty-Six Other-Worlds)

### Singles
- 2013: Never Walk Away
- 2014: Closed Doors